# KGRT
Koordinaten: 32° 18′ 33″ N, 106° 49′ 24″ W
KGRT oder KGRT-FM (Branding: „ K-Great 104 Country Station “; Slogan: „ The Country Station “) ist ein US-amerikanischer Hörfunksender in Las Cruces im US-Bundesstaat New Mexico. KGRT sendet auf der UKW-Frequenz 103,9 MHz. Das Musiksendeformat ist auf Countrymusik ausgerichtet. Eigentümer und Betreiber ist die Sunrise Broadcasting Inc.